# Monoblemma
Monoblemma là một chi nhện trong họ Tetrablemmidae.